# André Bobola
André Bobola, S.J. (em polonês/polaco:  Andrzej Bobola; 1591–16 de maio de 1657) foi um missionário e mártir polonês da Companhia de Jesus, conhecido como "Apóstolo da Lituânia" e "Caçador de Almas".

## Vida e obras
Bobola nasceu em 1591 numa família nobre na Voivodia de Sandomierz, na província da Pequena Polônia da Coroa do Reino da Polônia, que, na época, era parte da Comunidade das Duas Nações. Em 1611, ele entrou para a Companhia de Jesus em Vilnius, que na época ficava no Grão-ducado da Lituânia, a outra parte da Comunidade. Em seguida, ele professou seus votos solenes e foi ordenado em 1622, passando então a atuar como conselheiro, pregador, superior da residência jesuíta e outras funções em vários lugares por vários anos.
A partir de 1652, Bobola passou a atuar também como missionário em vários locais da Lituânia, incluindo Polotsk, onde ele provavelmente morou em 1655, e Pinsk (ambos atualmente na Bielorrússia). Em 16 de maio de 1657, durante a Revolta de Khmelnytsky, ele foi capturado na vila de Janów (moderna Ivanava, na Bielorrússia) pelos cossacos de Bohdan Chmielnicki e, depois de ser submetido a uma variedade de torturas, foi assassinado.
Uma descrição da morte de Bobola, escrita em 1885, afirma que:
| “ | No mesmo ano, os cossacos surpreenderam um santo jesuíta polonês na cidade de Pinsk e lhe conferiram a palma do martírio no dia 16 de maio de 1657. Padre André Bobola, cujo incansável zelo lhe valeu o ódio dos cismáticos, tinha acabado de oferecer o sagrado sacrifício quando uma horda de cossacos atacou a cidade. Ao avistar os bárbaros, padre Bobola caiu de joelhos, ergueu seus olhos e mãos para o céu e, tendo um pressentimento de que sua hora havia chegado, exclamou: "Senhor, seja feita Tua vontade!" Neste momento, os cossacos correram até ele, retiraram-lhe o santo hábito, amarraram-no a uma árvore, colocaram uma coroa em sua cabeça, como os judeus haviam feito com a cabeça do adorado Salvador, e então o flagelaram, arrancaram um de seus olhos, queimaram-lhe o corpo com tochas e um dos rufiões riscou com seu punhal a forma de uma tonsura na cabeça do venerável padre e, nas suas costas, a figura de uma casula! Para isto, o carrasco teve que arrancar a pele do santo mártir! Mas isto não foi tudo. Os dedos do apóstolo haviam recebido a unção sacerdotal. O executor arrancou-lhes a pele e enfiou agulhas sobre suas unhas! E, durante esta indescritível tortura, o herói rezou para seus torturadores; pregou, tanto pela palavra quanto pelo exemplo, até que os cismáticos lhe arrancaram a língua e esmagaram sua cabeça. Padre André Bobola, que a igreja declarou beato em 30 de outubro de 1853, tinha sessenta e cinco anos de idade. | ” |

## Veneração

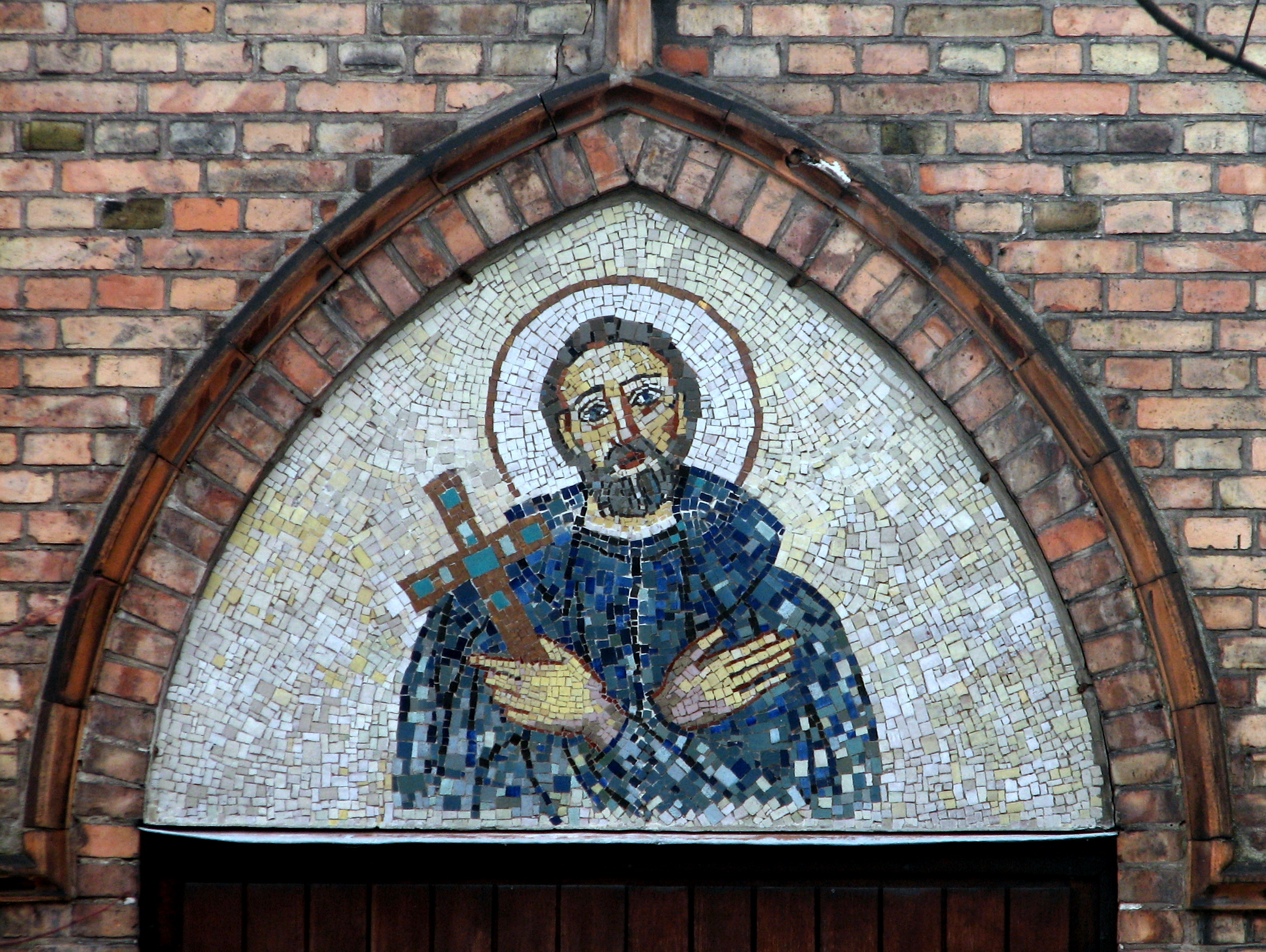
Mosaico em Sopot, Polônia.

O corpo de Bobola foi inicialmente enterrado na igreja jesuíta de Pinsk e depois foi levado para a igreja da ordem em Polotsk. No começo do século XVIII, porém, ninguém mais sabia onde ele estava enterrado. Em 1701, o padre Martin Godebski, S.J., o reitor da Universidade de Pinsk, teria tido uma visão do santo e ordenou uma busca pelo corpo, que foi, segundo o relato, encontrado incorrupto, o que foi depois reconhecido pela Igreja Católica e por seus defensores como prova de sua santidade. Em 1719, o caixão foi oficialmente reaberto e o corpo, inspecionado por profissionais qualificados (cinco médicos e farmacêuticos) e declarado ainda completamente incorrupto: flexível e macio ao toque.
Em 1922, os bolcheviques mudaram o corpo de lugar, descrito por um jornalista americano como sendo "uma múmia muito bem preservada" para o Museu da Higiene do Comissário de Saúde do Povo em Moscou. O paradeiro dos restos permaneceu desconhecido para as autoridades católicas e o papa Pio XI encarregou a Missão para o Alívio da Fome na Rússia, liderada pelo padre jesuíta norte-americano Edmund A. Walsh, da tarefa de encontrá-los e "resgatá-los". Em outubro de 1923 — como uma espécie de "pagamento" pela ajuda durante a fome — os restos foram entregues a Walsh e a seu diretor-assistente, padre Louis J. Gallagher, S.J. Bem embalado pelos dois jesuítas, o corpo foi levado para a Santa Sé por Gallagher e chegou à cidade no Dia de Todos os Santos (1 de novembro) de 1923. Em maio de 1934, as relíquias foram instaladas na Igreja de Jesus, a igreja mãe da Companhia de Jesus.
Desde de 17 de junho de 1938, o corpo tem sido venerado no Santuário de Santo André Bobola, em Varsóvia, com apenas um braço preservado no santuário original em Roma.
Declarado beato pelo papa Pio IX em 30 de outubro de 1853, Bobola foi canonizado pelo papa Pio XI em 17 de abril de 1938. Sua festa era originalmente celebrada pelos jesuítas em 23 de maio, mas atualmente é celebrada no dia 16 de maio. Em 2002, nesta data, o papa São João Paulo II declarou Bobola padroeiro da Polônia e da Arquidiocese de Varsóvia.